# Guillermo Tolentino

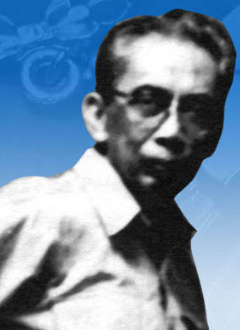
Fotografía de Guillermo Tolentino

Guillermo Tolentino nacido el 24 de julio de 1890 en Malolos y fallecido el 12 de julio de 1976, fue un escultor filipino. Fue nombrado en 1973 Artista Nacional de las Filipinas.